# دين مون
دين مون (بالإنجليزية: Dean Moon)‏ هو مصمم سيارات أمريكي، ولد في 1 مايو 1927 في الولايات المتحدة، وتوفي في 4 يونيو 1987.